# Fosse no 21 - 22 des mines de Courrières
La fosse no 21 - 22 dite Hector Coppin de la Compagnie des mines de Courrières est un ancien charbonnage du Bassin minier du Nord-Pas-de-Calais, situé à Harnes. Les puits nos 21 et 22 sont respectivement commencés en 1910 et 1911, et la fosse commence à extraire en 1914. Après la Première Guerre mondiale qui a entraîné la destruction de la fosse, un véritable complexe industriel est construit aux abords de la fosse. Des cités, des écoles et une église sont construits au sud du carreau de fosse. Un terril cavalier no 207 est édifié en directeur de la fosse no 24 - 25, et un terril conique no 93 est édifié au nord-est de la fosse.
La Compagnie des mines de Courrières est nationalisée en 1946, et intègre le Groupe d'Hénin-Liétard. Au début des années 1950, les installations de la fosse sont modernisées, elle peut notamment accueillir des berlines de 3 000 litres. La cokerie est modernisée en 1955, alors que le criblage et le lavoir ferment en 1957 et 1958, lorsque les produits sont expédiés au nouveau lavoir de Fouquières-lez-Lens. Le dernier défournement de la cokerie a lieu en 1972, et elle ferme l'année suivante. La fosse, menacée de fermeture depuis 1971, cesse d'extraire en 1977. Les deux puits sont remblayés en 1978. Le chevalement du puits no 21 est détruit en 1979, celui du puits no 22 l'est l'année suivante.
Au début du XXIe siècle, Charbonnages de France matérialise les têtes des puits nos 21 et 22. Les seuls vestiges de la fosse sont les bureaux, le logement du gardien, et les deux châteaux d'eau. Les terrils nos 93 et 207 ont été préservés. Les cités ont été en grande partie rénovées, bien que quelques rues ont été détruites. Le terril no 93, le cavalier minier, la cité pavillonnaire Bellevue ancienne, l'église du Sacré-Cœur et l'école, ont été classés le 30 juin 2012 au patrimoine mondial de l'Unesco.

## La fosse

### Fonçage
Le puits no 21 est commencé à Harnes en 1910 ou, selon des données erronées, le 1er janvier 1913. En 1912, le fonçage de la fosse no 21 a rencontré à 273 mètres de profondeur un accident de direction sensiblement nord-sud, qui se présente comme un renfoncement vers l'ouest, et ne serait autre que le prolongement de la faille de Fouquières. Le champ d'exploitation du nouveau siège se trouverait ainsi partage en deux régions, celle de l'ouest prolongeant le gisement de Lens, celle du levant se raccordant au gisement de la fosse no 9 - 17, avec passage de la faille d'Alayrac jusqu'aux nouvelles fosses.
Le puits no 22 est commencé en 1911 ou, selon des données erronées, en 1914, à 62 mètres au sud-sud-est du puits no 21.

### Exploitation

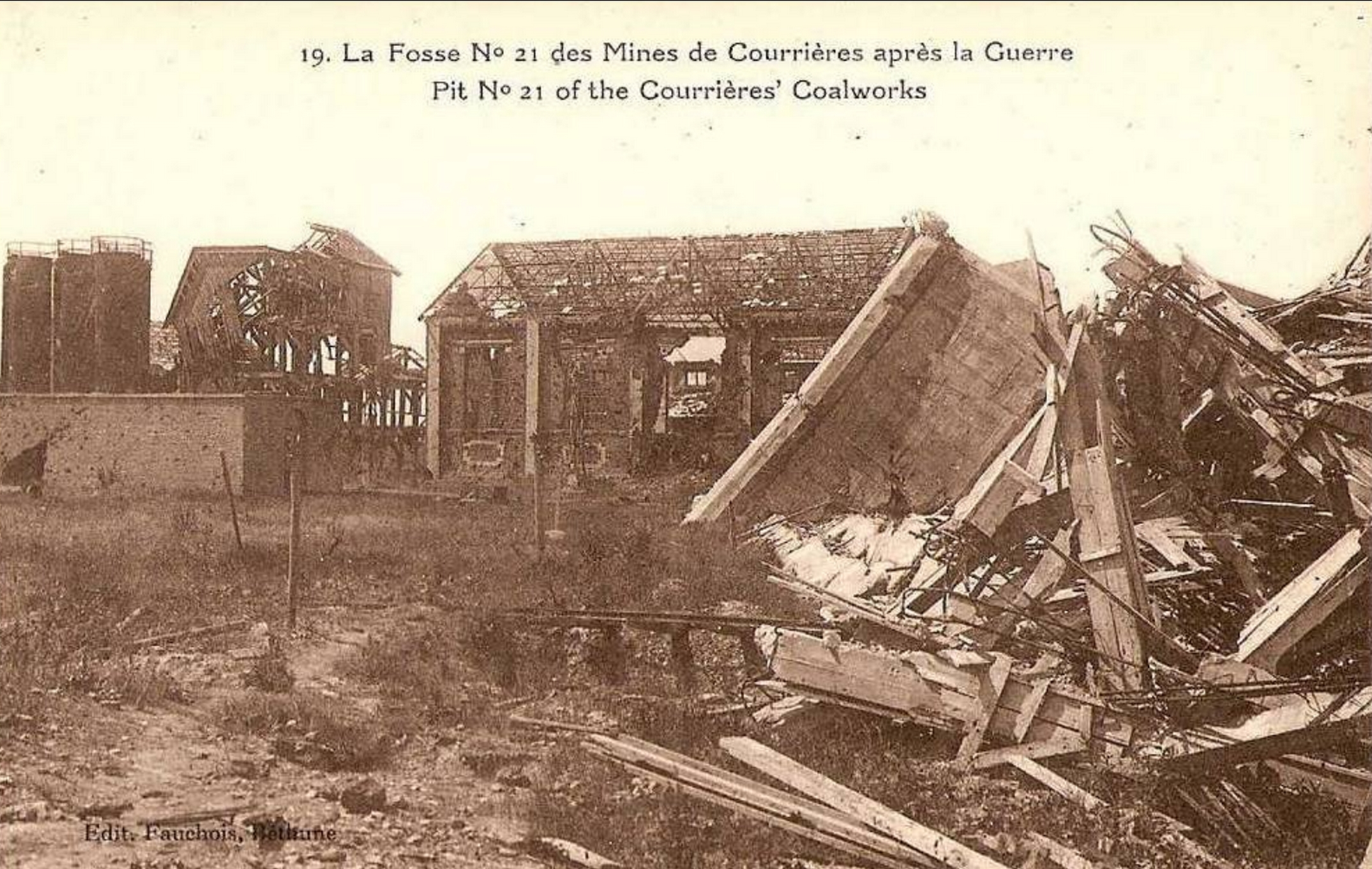
La fosse détruite.

La fosse commence à fonctionner en 1914, elle est détruite durant la Première Guerre mondiale. Un complexe industriel est construit à proximité de la fosse.
La Compagnie des mines de Courrières est nationalisée en 1946, et intègre le Groupe d'Hénin-Liétard. Six ans plus tard, en 1952, le puits no 21 est équipé afin de prendre en charge des berlines de 3 000 litres. Le puits no 22 est modernisé deux ans plus tard, la fosse est alors capable de produire 2 800 tonnes par jour. La cokerie est modernisée en 1955, les batteries de fours nos 5 et 6 sont mises en service. Ses trois batteries de 23 fours peuvent produire 1 100 tonnes de coke par jour.
Un bloc se détache du toit d'une galerie le 19 janvier 1957 et entraîne le renversement des soutènements, et écrase quatre mineurs. La criblage de la fosse est arrêtée en 1957 et le lavoir l'année suivante. La production est expédiée au lavoir de Fouquières-lez-Lens récemment mis en service.
Le dernier défournement de la cokerie a lieu en 1972, et elle ferme l'année suivante. La fosse, menacée de fermeture depuis 1971, cesse d'extraire en 1977. Les puits nos 21 et 22, respectivement profonds de 546 et 571 mètres sont remblayés en 1978. Le chevalement du puits no 21 est détruit en 1979, celui du puits no 22 l'est l'année suivante.

### Reconversion
Au début du XXIe siècle, Charbonnages de France matérialise les têtes des puits nos 21 et 22. Le BRGM y effectue des inspections chaque année. Les seuls vestiges de la fosse sont ses bureaux, le logement du garde, et les deux châteaux d'eau.

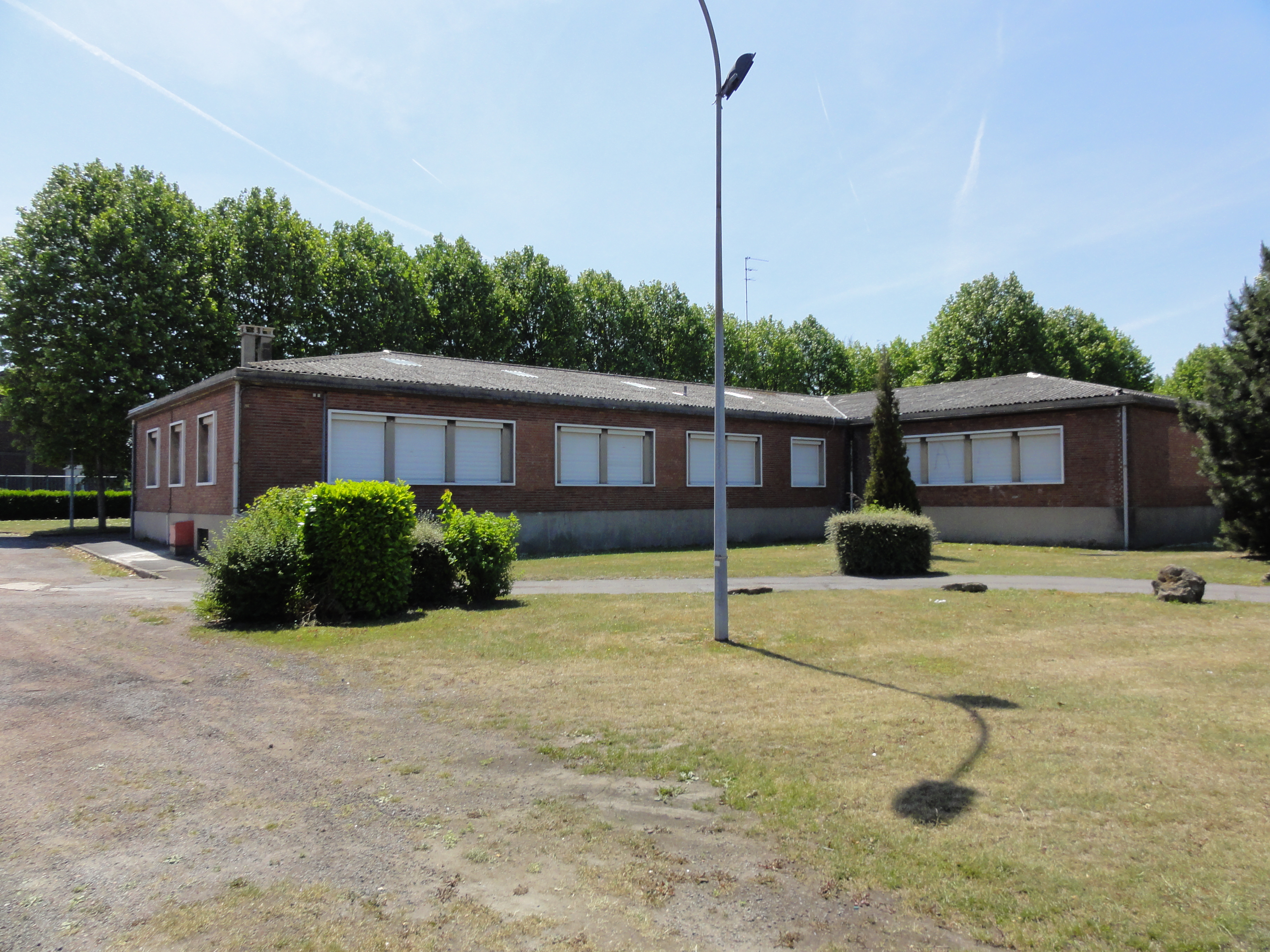
Les bureaux.
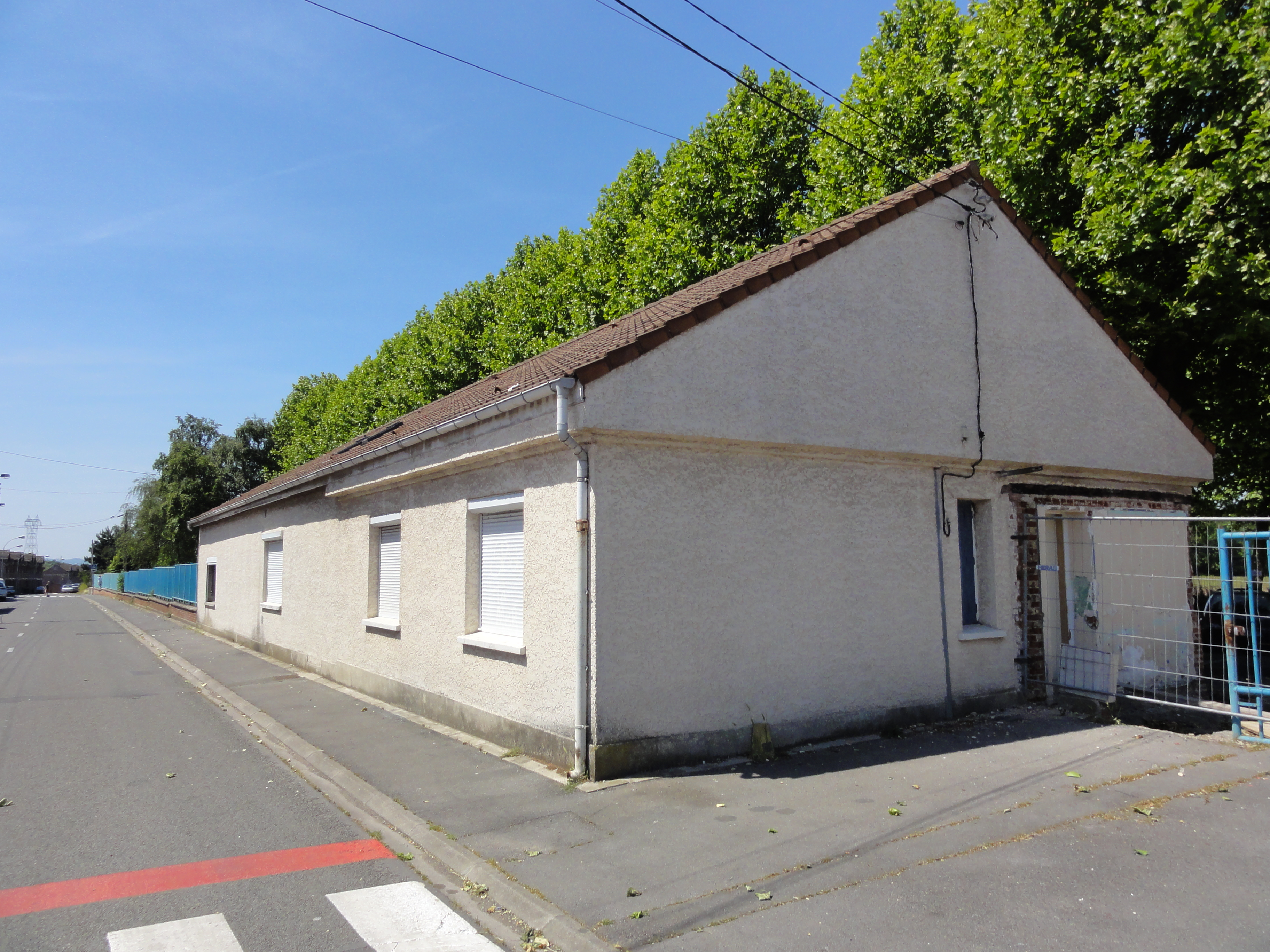
Le logement du garde.
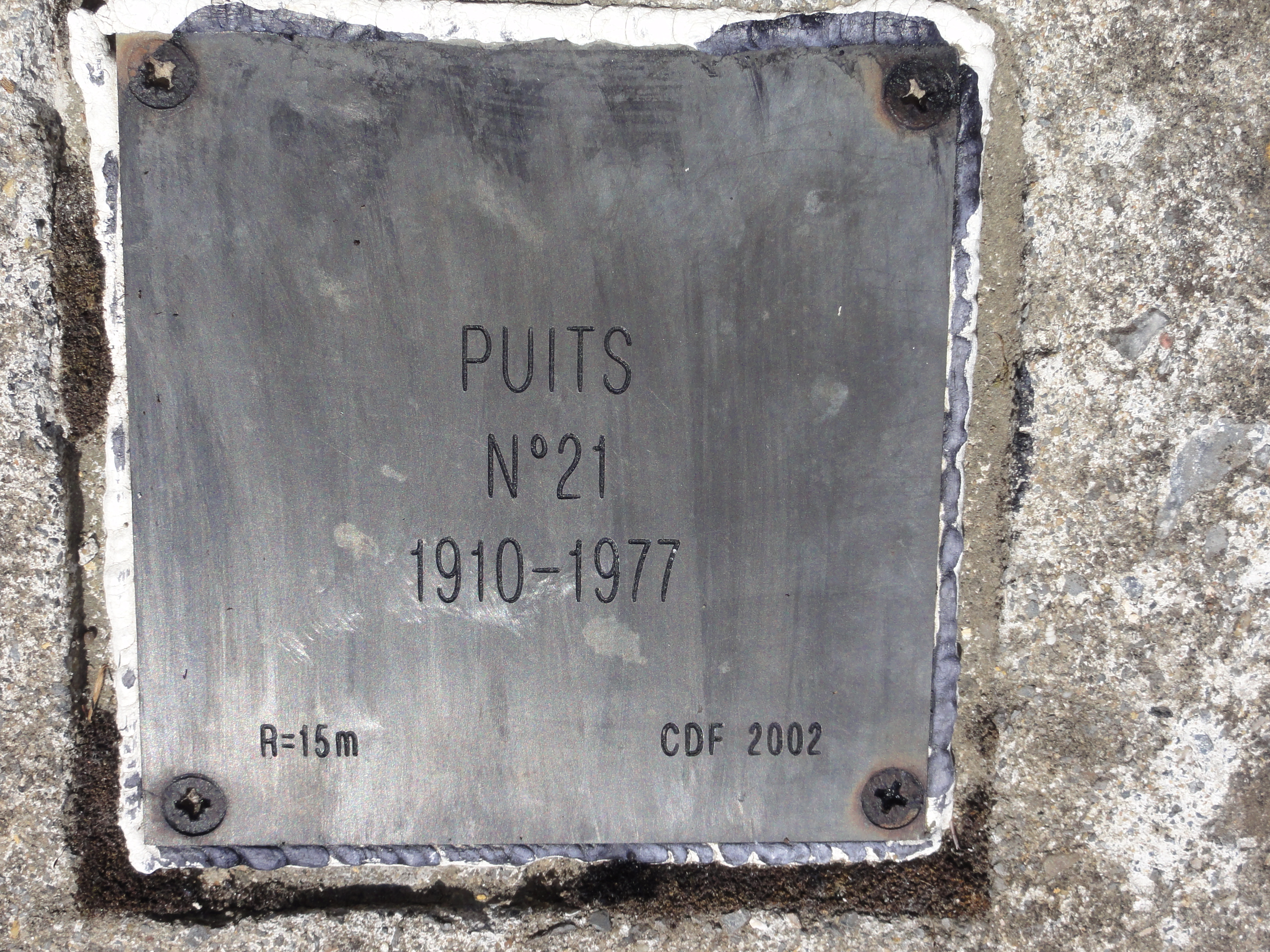
Puits no 21, 1910 - 1977.
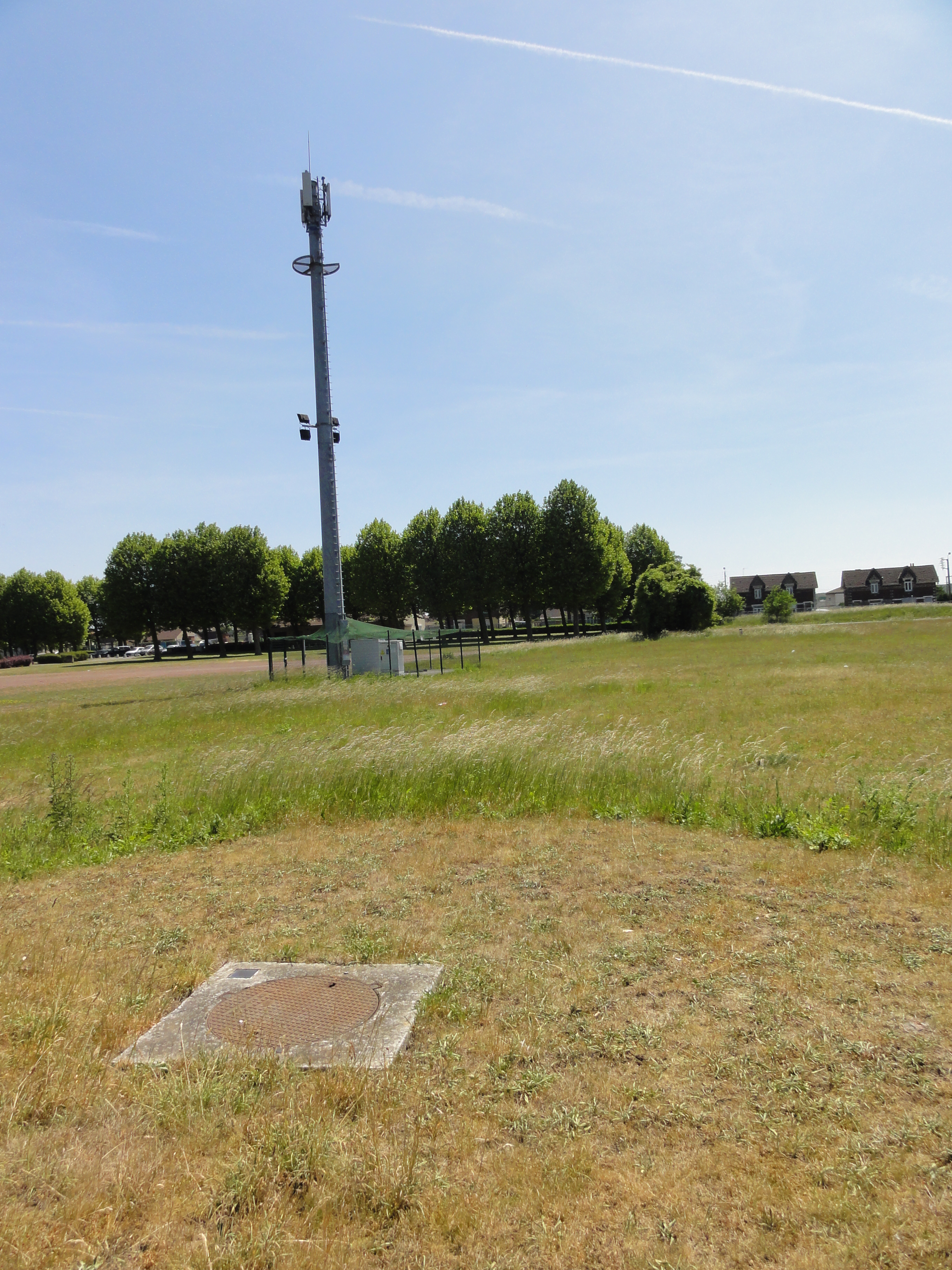
Le puits no 21 dans son environnement.
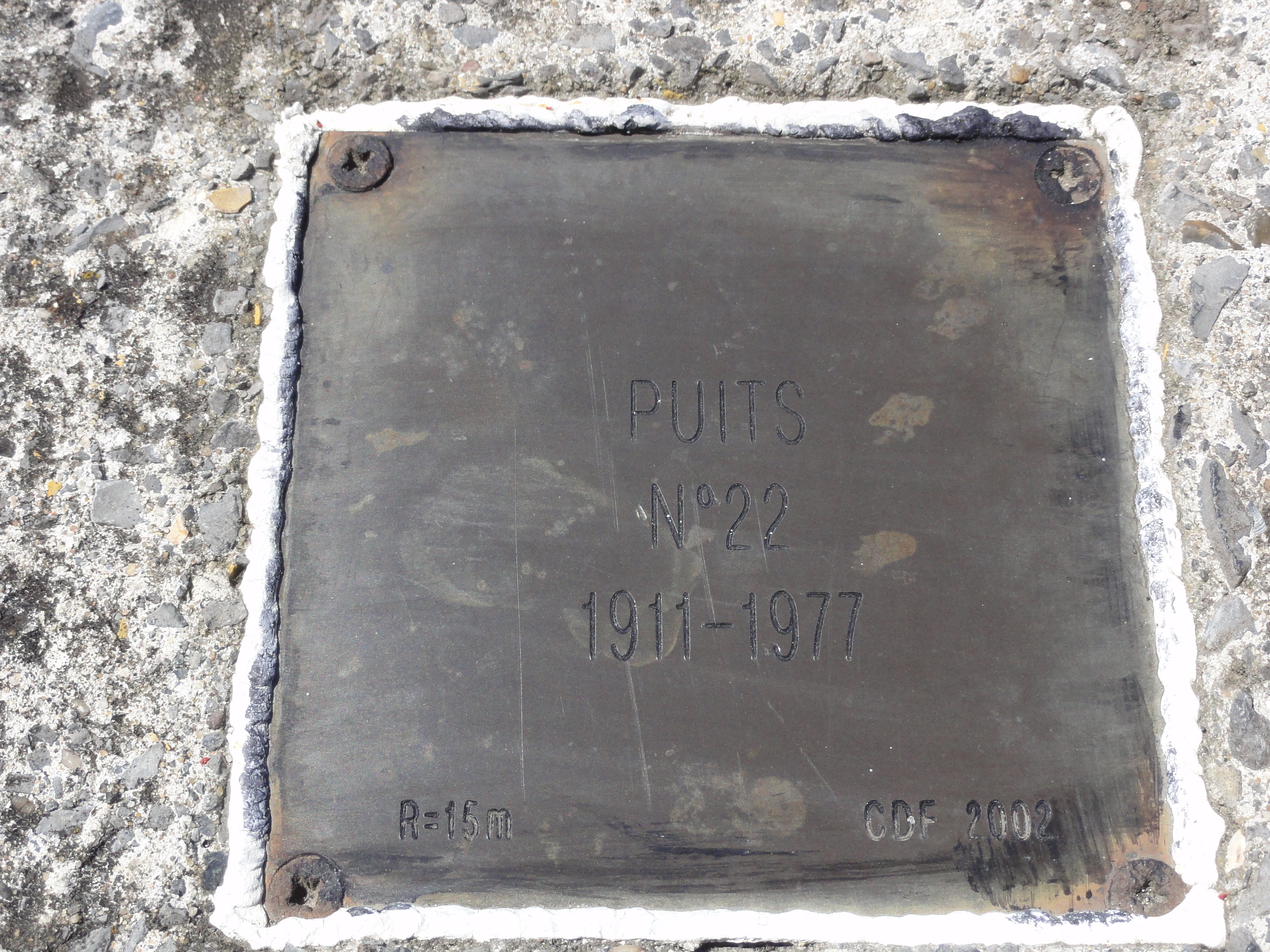
Puits no 22, 1911 - 1977.
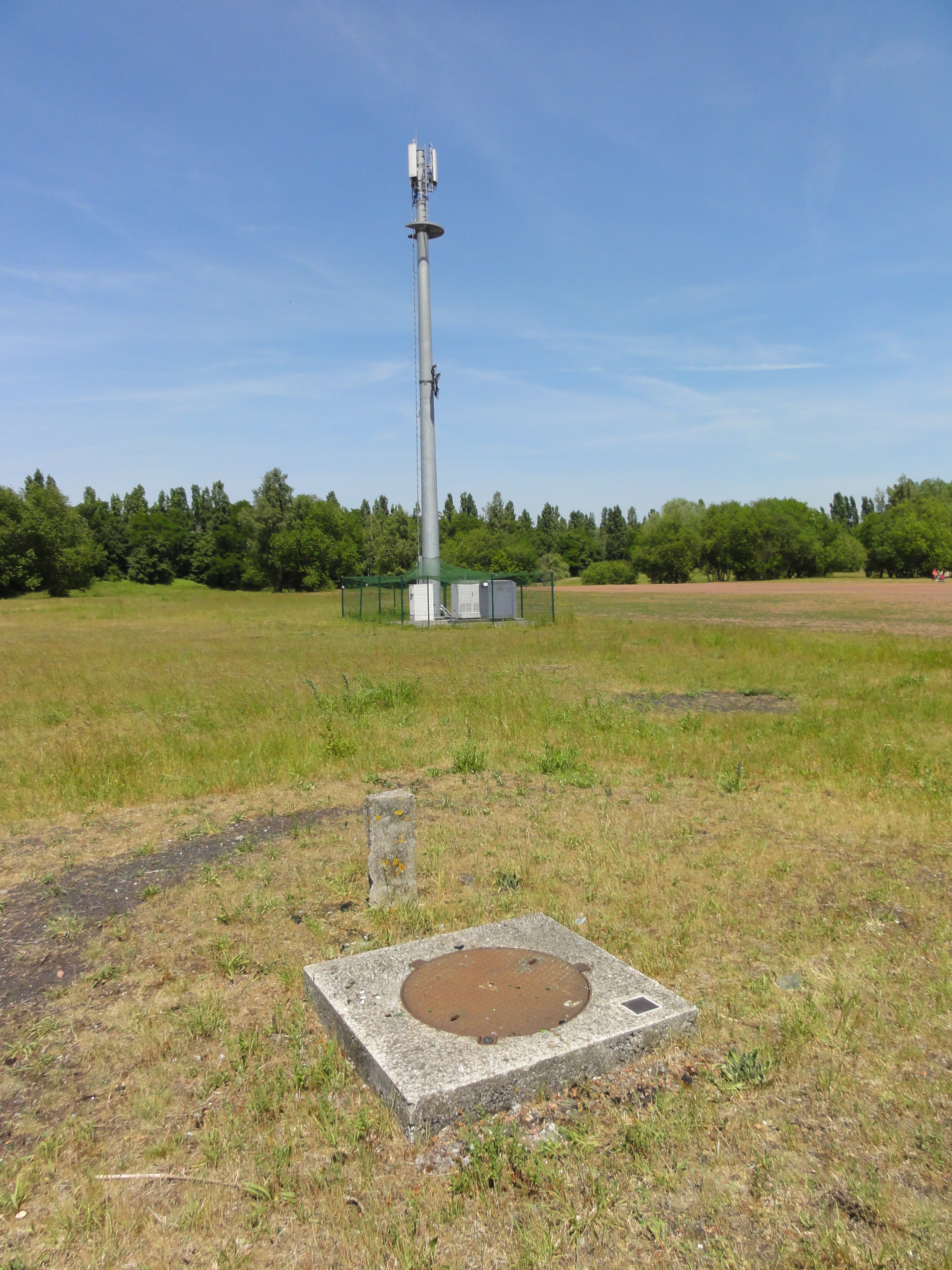
Le puits no 22 dans son environnement.

## Les terrils
Deux terrils résultent de l'exploitation de la fosse no 21 - 22.

### Terrilno93, 21 Nord de Courrières

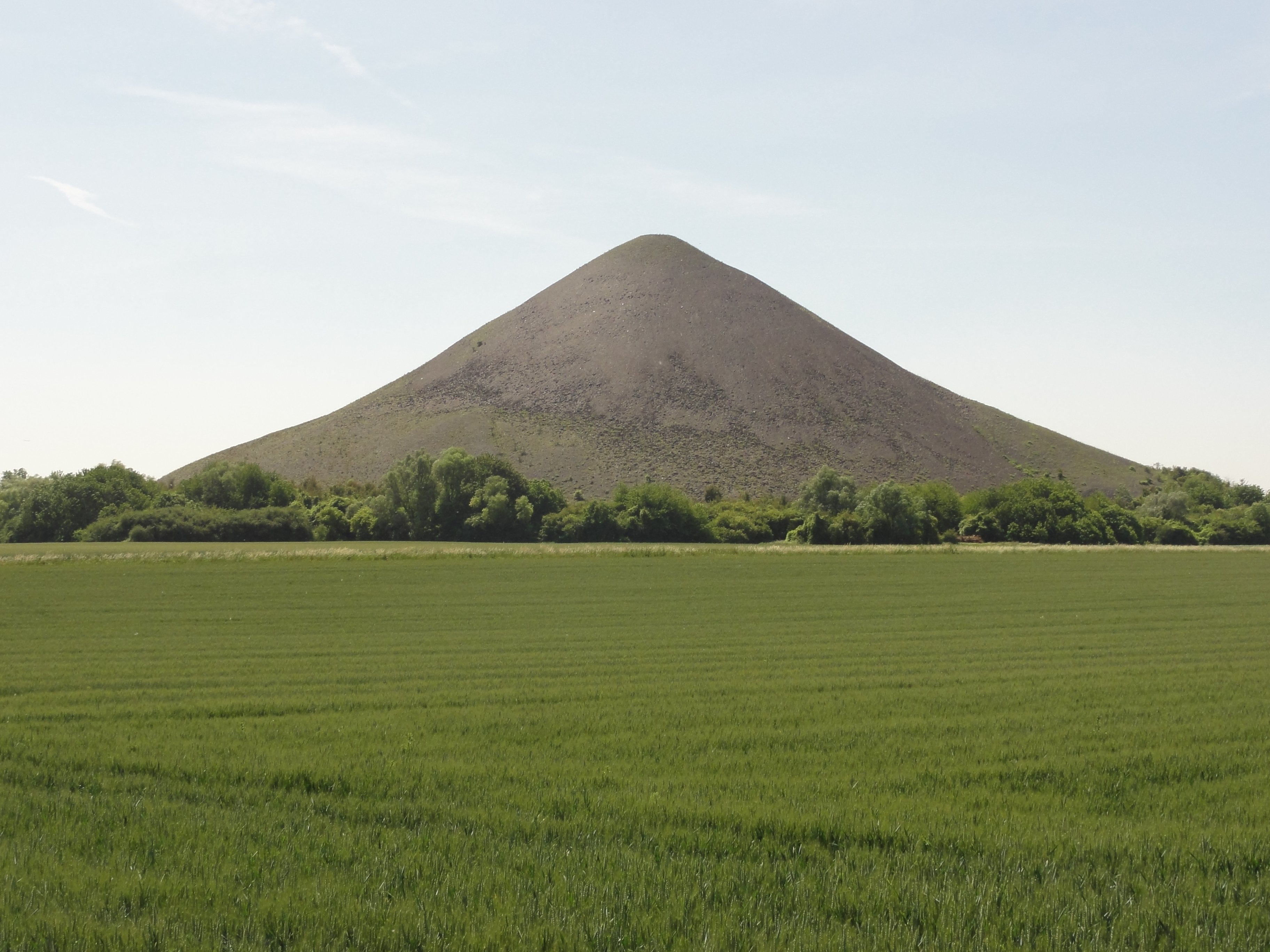
Le terril 21 Nord de Courrières.

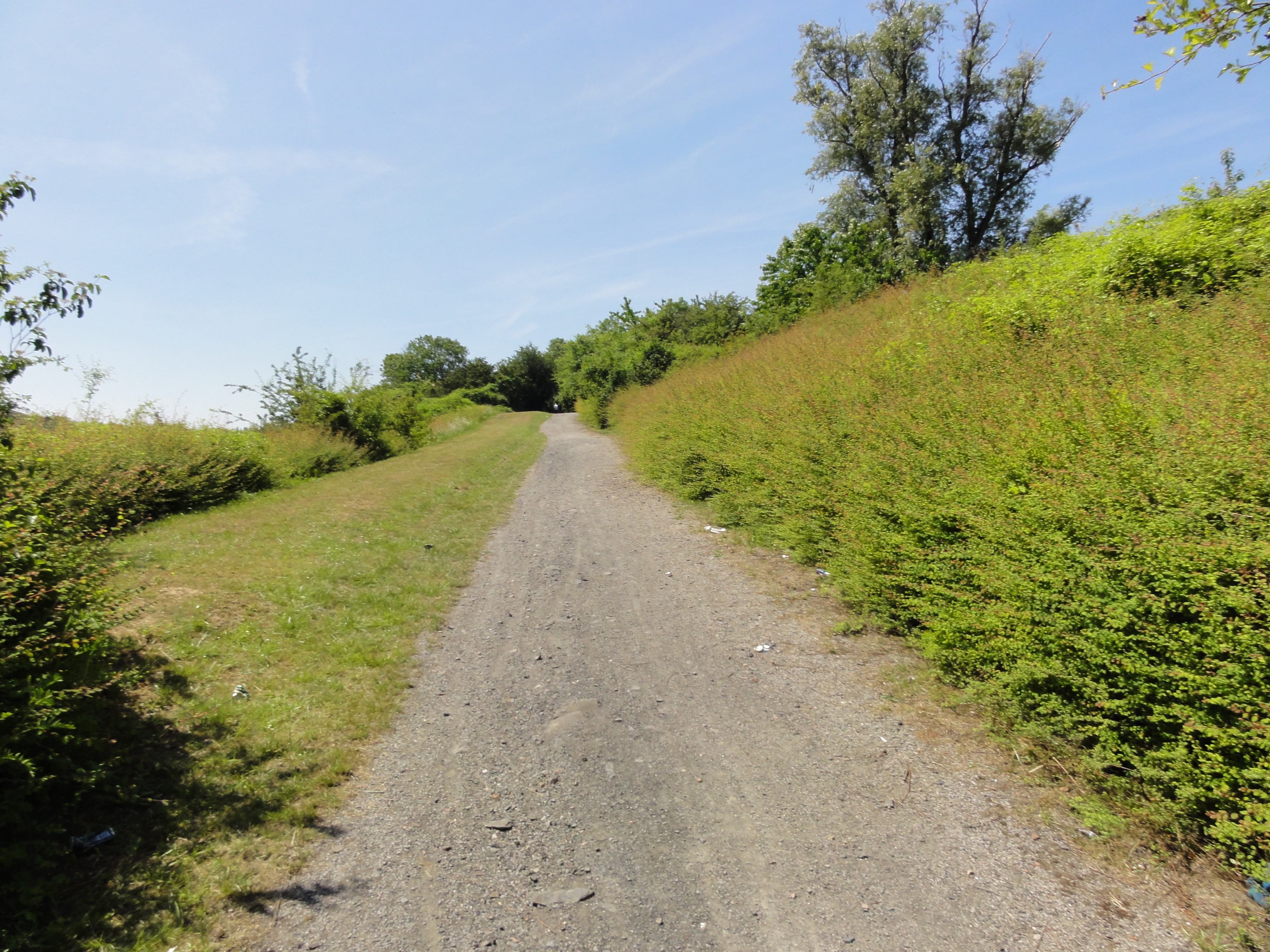
Le terril cavalier d'Harnes.

50° 27′ 05″ N, 2° 53′ 25″ E
Le terril no 93, 21 Nord de Courrières, situé à Harnes, est un terril conique, alimenté par la fosse no 21 - 22 des mines de Courrières. Il n'a jamais été exploité, et n'est pas boisé. Il fait partie des 353 éléments répartis sur 109 sites qui ont été classés le 30 juin 2012 au patrimoine mondial de l'Unesco. Il constitue une partie du site no 51.

### Terrilno207, Cavalier d'Harnes
50° 27′ 15″ N, 2° 53′ 16″ E
Le terril no 207, Cavalier d'Harnes, situé à Harnes, est un terril cavalier qui relie la fosse no 21 - 22 au terril no 248, puis indirectement à la fosse no 24 - 25, sise à Estevelles. Le cavalier minier est classé au patrimoine mondial de l'Unesco.

## Les cités
De vastes cités ont été bâties au sud de la fosse. Au XXIe siècle, une partie de ces cités a été détruite pour laisser place à de nouvelles constructions, bien que l'essentiel des logements a été rénové. La cité pavillonnaire Bellevue ancienne, l'église du Sacré-Cœur et l'école font partie des 353 éléments répartis sur 109 sites qui ont été classés le 30 juin 2012 au patrimoine mondial de l'Unesco. Elles constituent le site no 53. La cité est classée quartier prioritaire et rassemble 2 462 habitants en 2020.

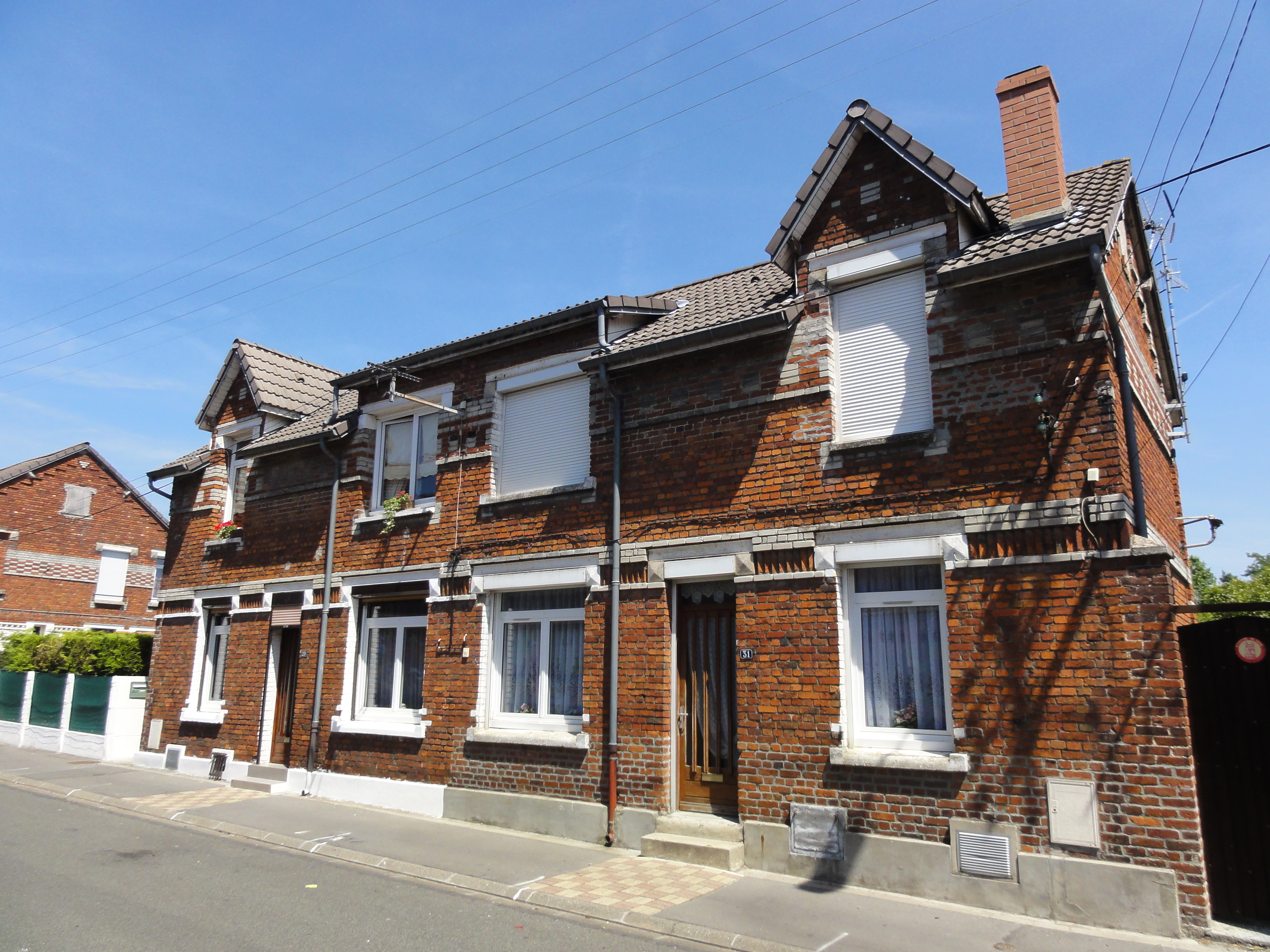
Des habitations groupées par deux.
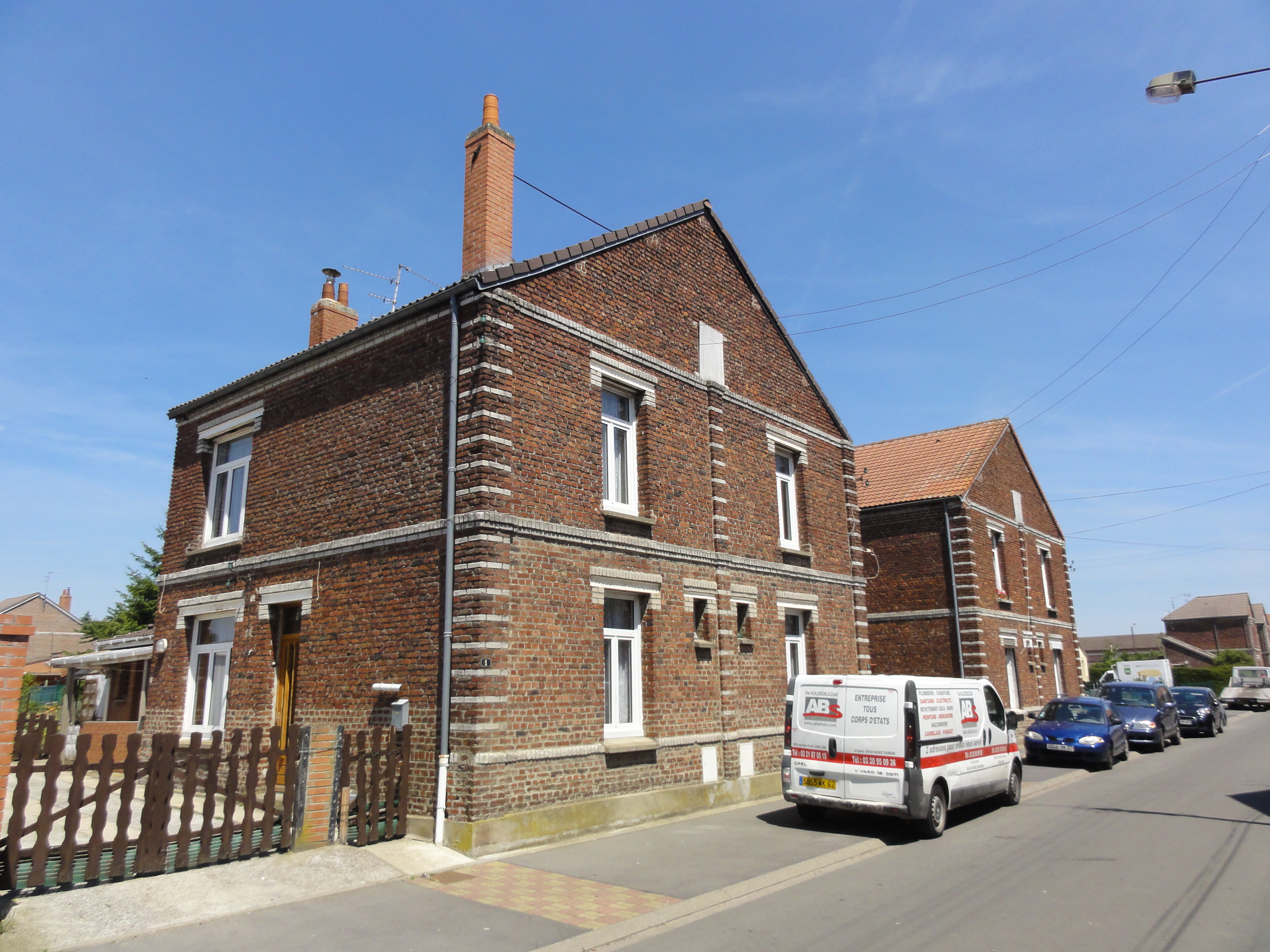
Des habitations groupées par deux.
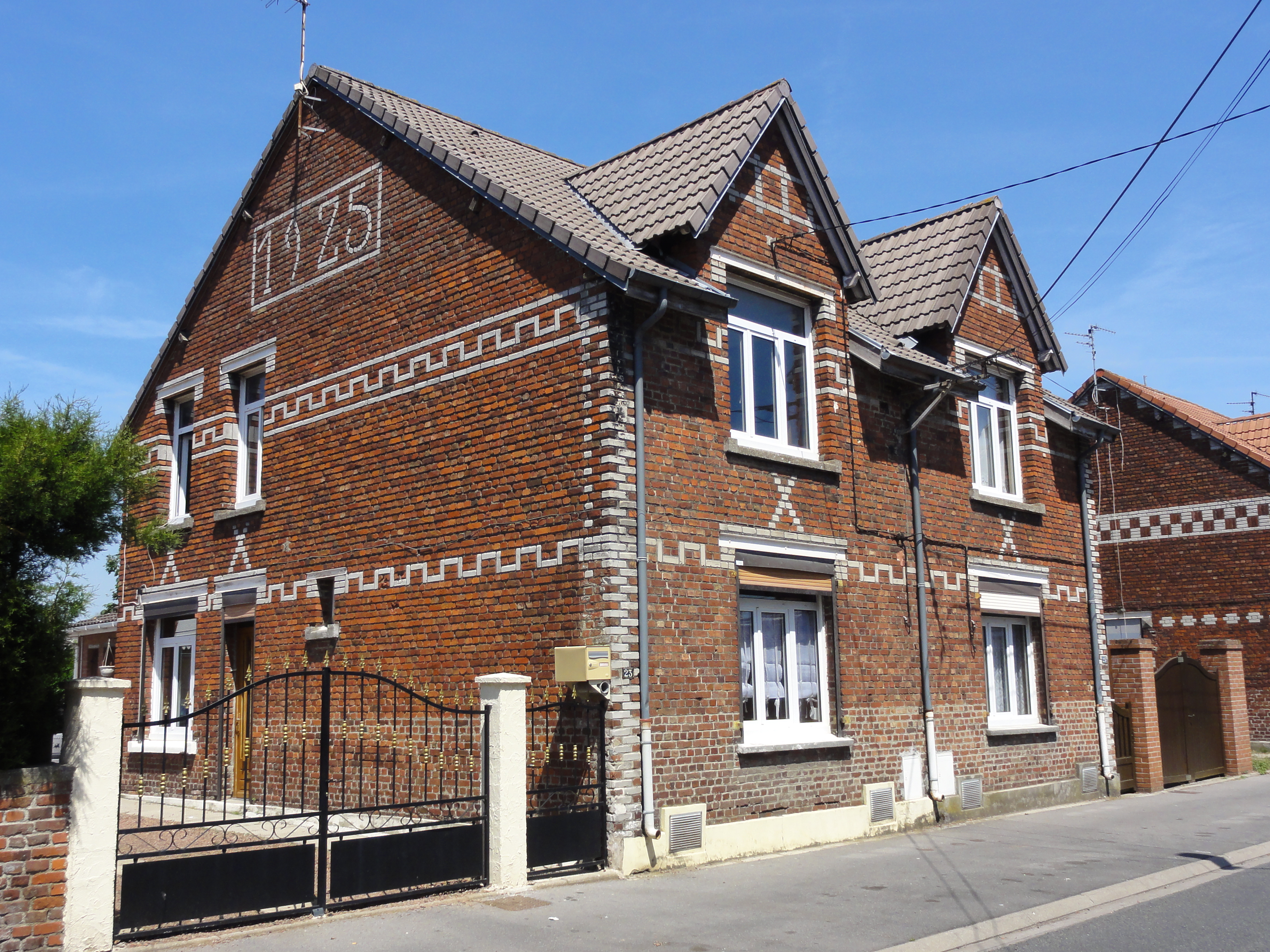
Des habitations groupées par deux, bâties en 1925.
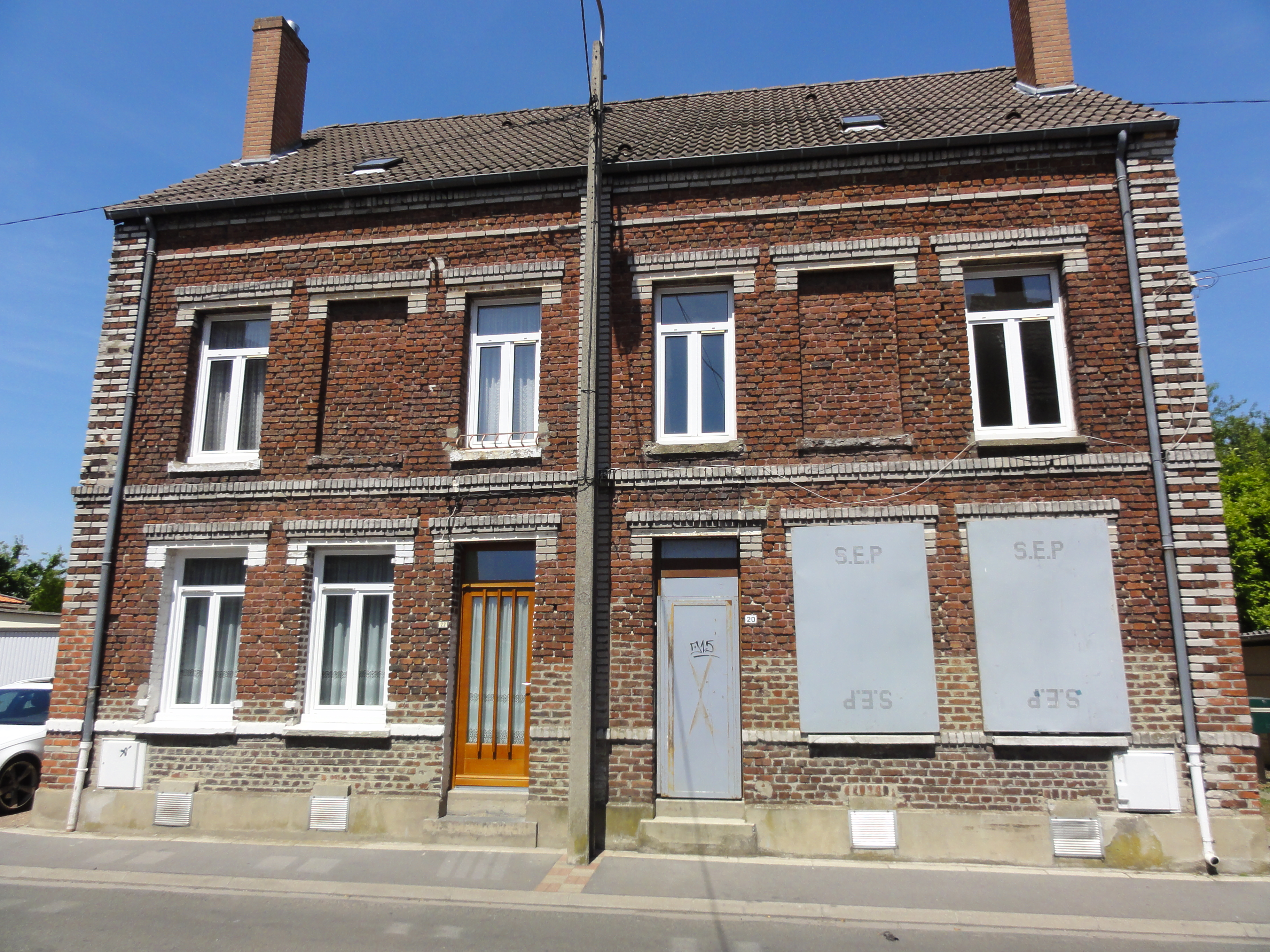
Des habitations groupées par deux.
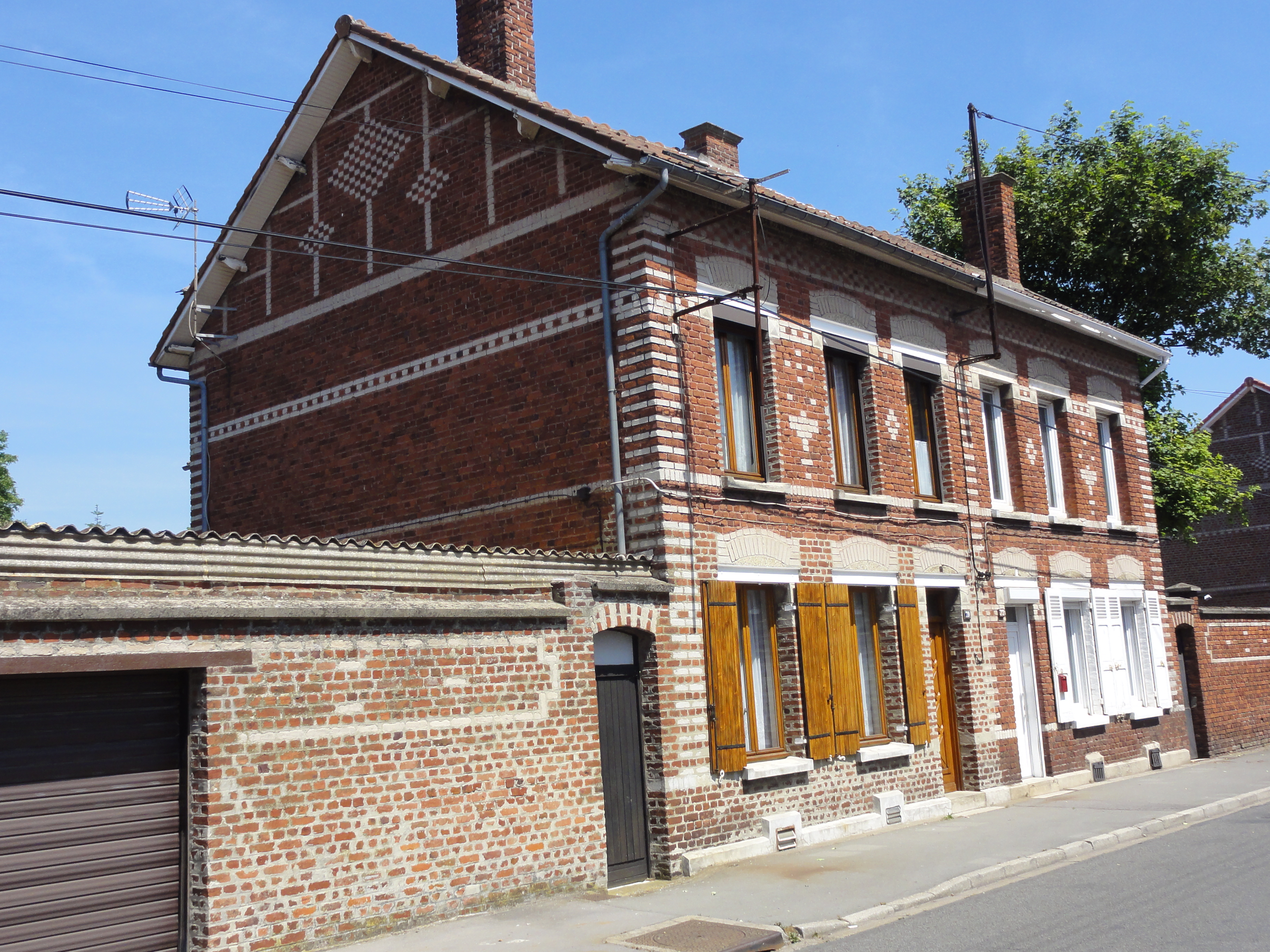
Des habitations groupées par deux.
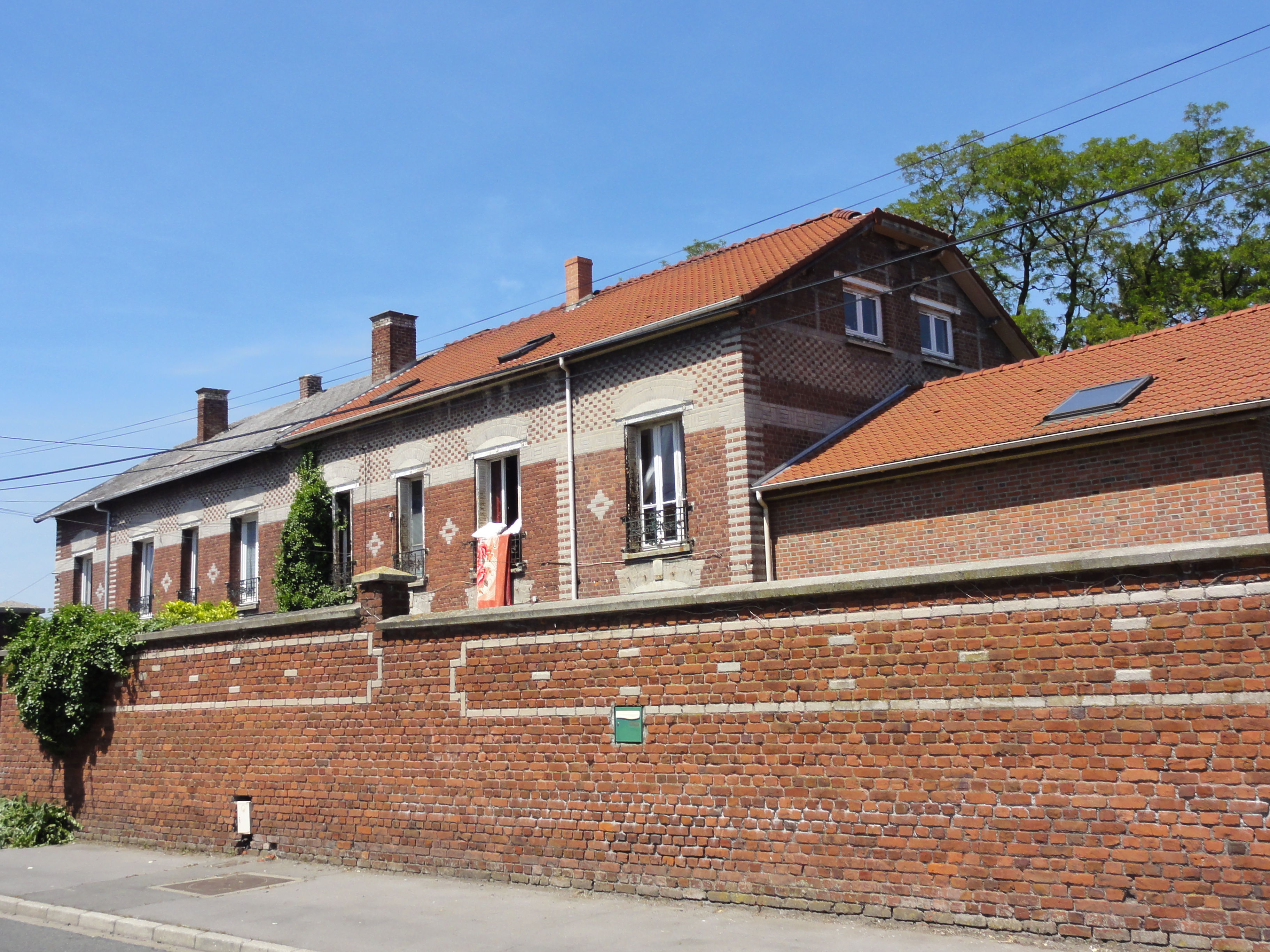
Des habitations d'ingénieurs.

### L'église du Sacré-Cœur

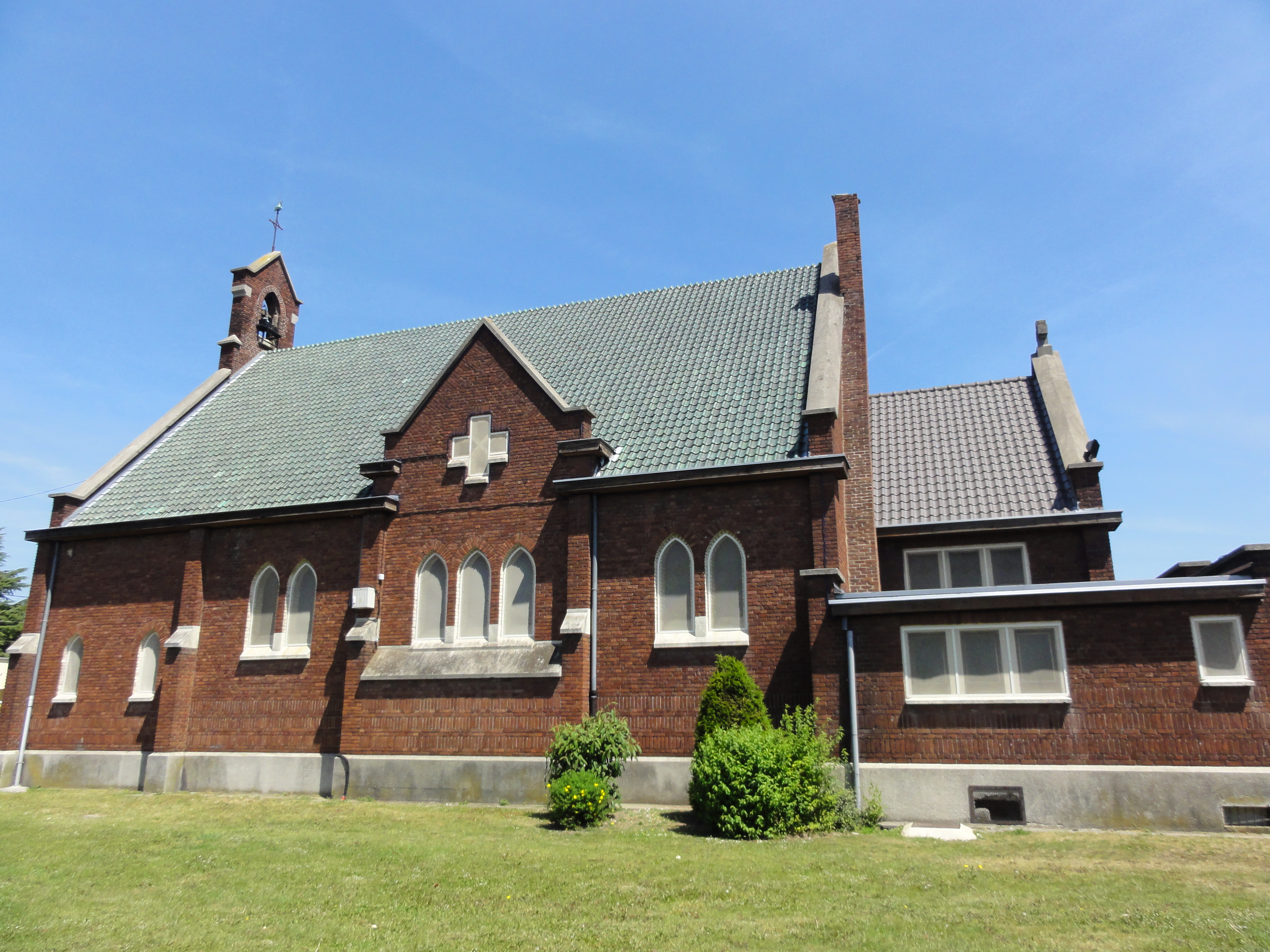
L'église.

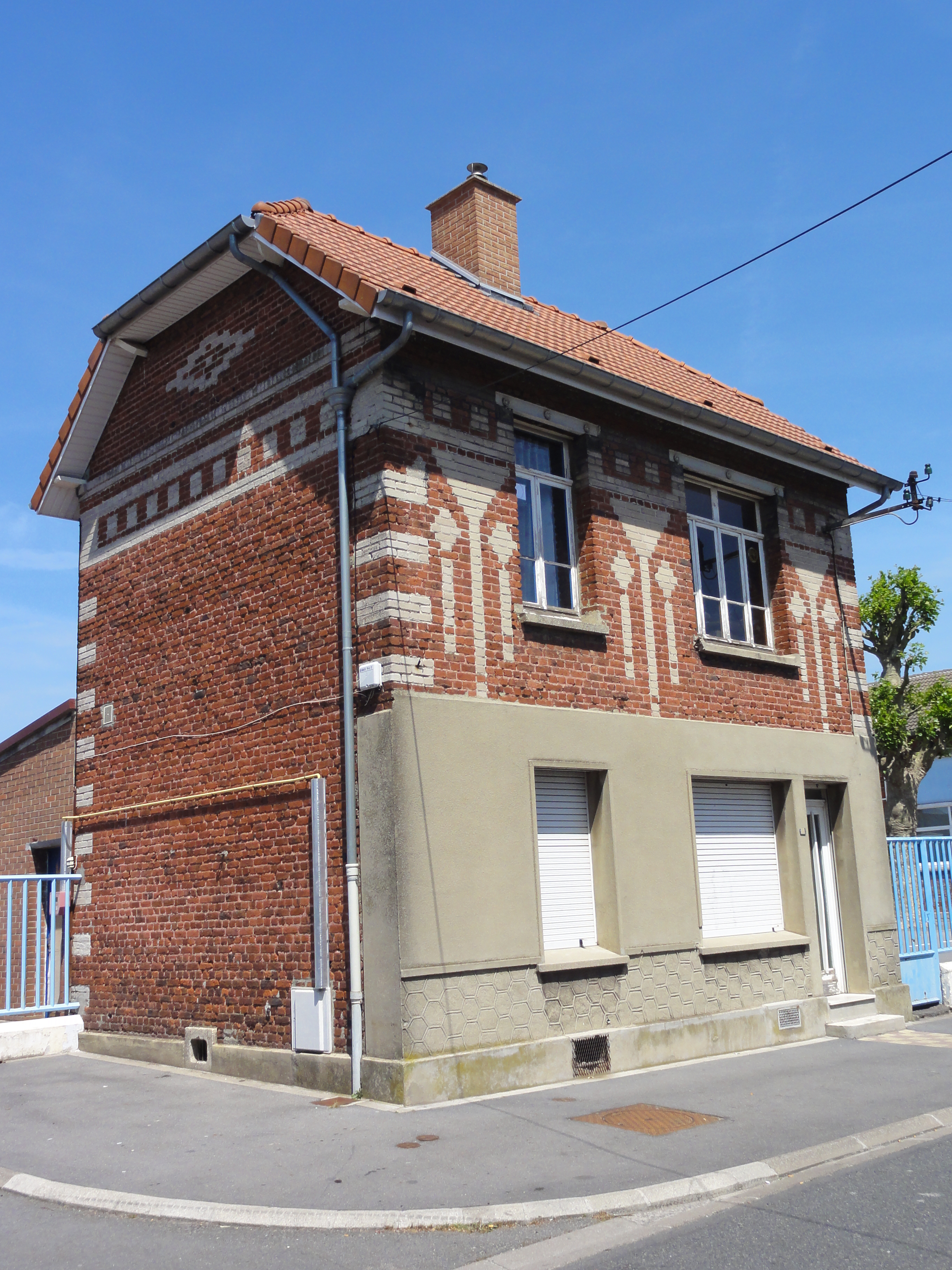
L'habitation du gardien de l'école.

50° 26′ 38″ N, 2° 53′ 14″ E
L'église du Sacré-Cœur a été bâtie au cœur des cités.

### Les écoles
50° 26′ 38″ N, 2° 53′ 14″ E
Des écoles ont été bâties dans les cités, près de l'église.